# 貝尤達峰
37°27′48″S 71°24′57″W / 37.46333°S 71.41583°W

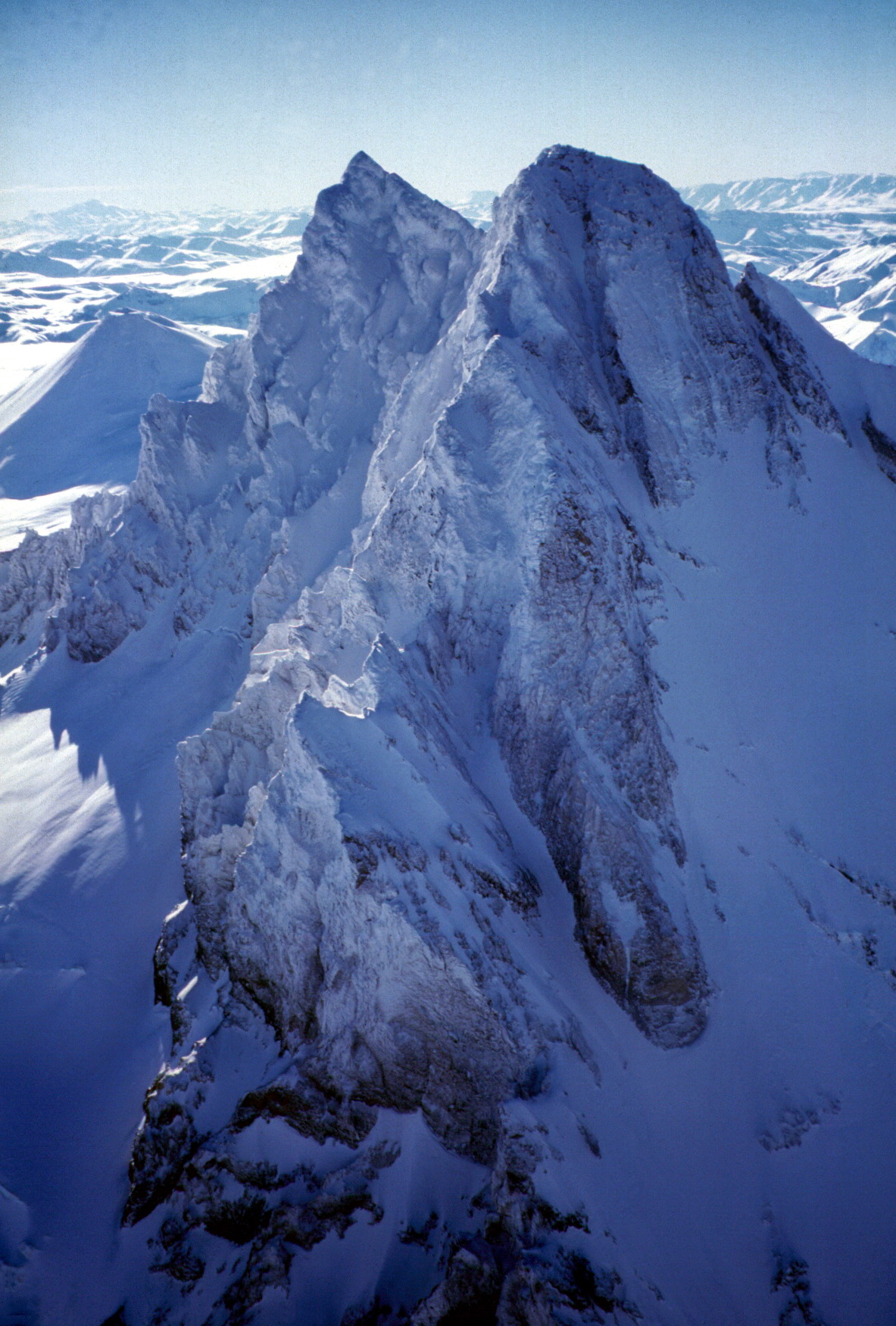

貝尤達峰是智利的火山，位於該國中部比奧比奧大區，屬於安第斯山脈的一部分，處於安圖科火山西南面，海拔高度3,585米，山體在更新世時期形成。

## 外部連結
- http://pubs.usgs.gov/prof/p1386i/chile-arg/wet/wet.html （页面存档备份，存于）
- http://www.peaklist.org/WWlists/ultras/andes2.html （页面存档备份，存于）